# Proatriplex pleiantha

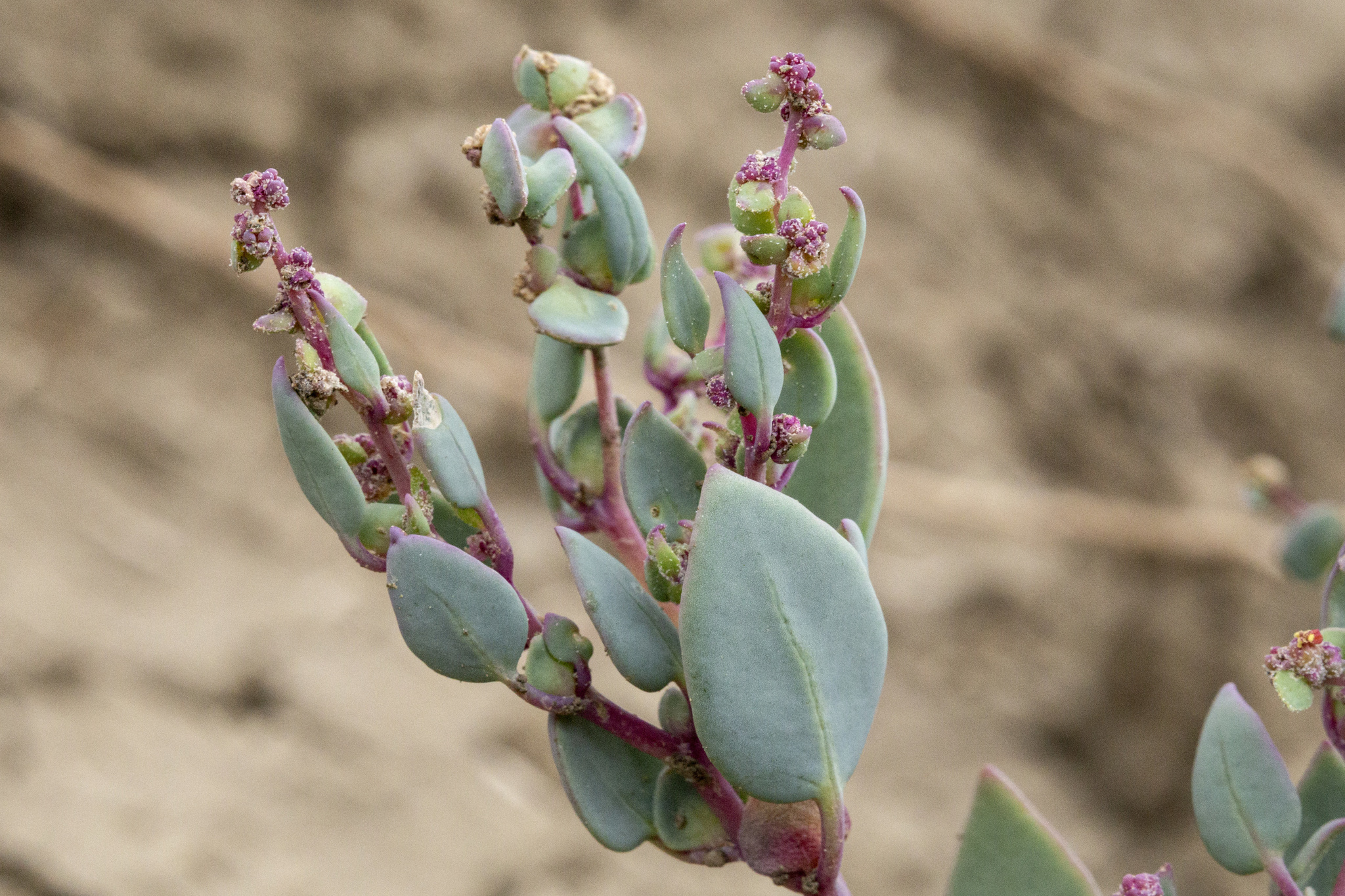
Blütenstand

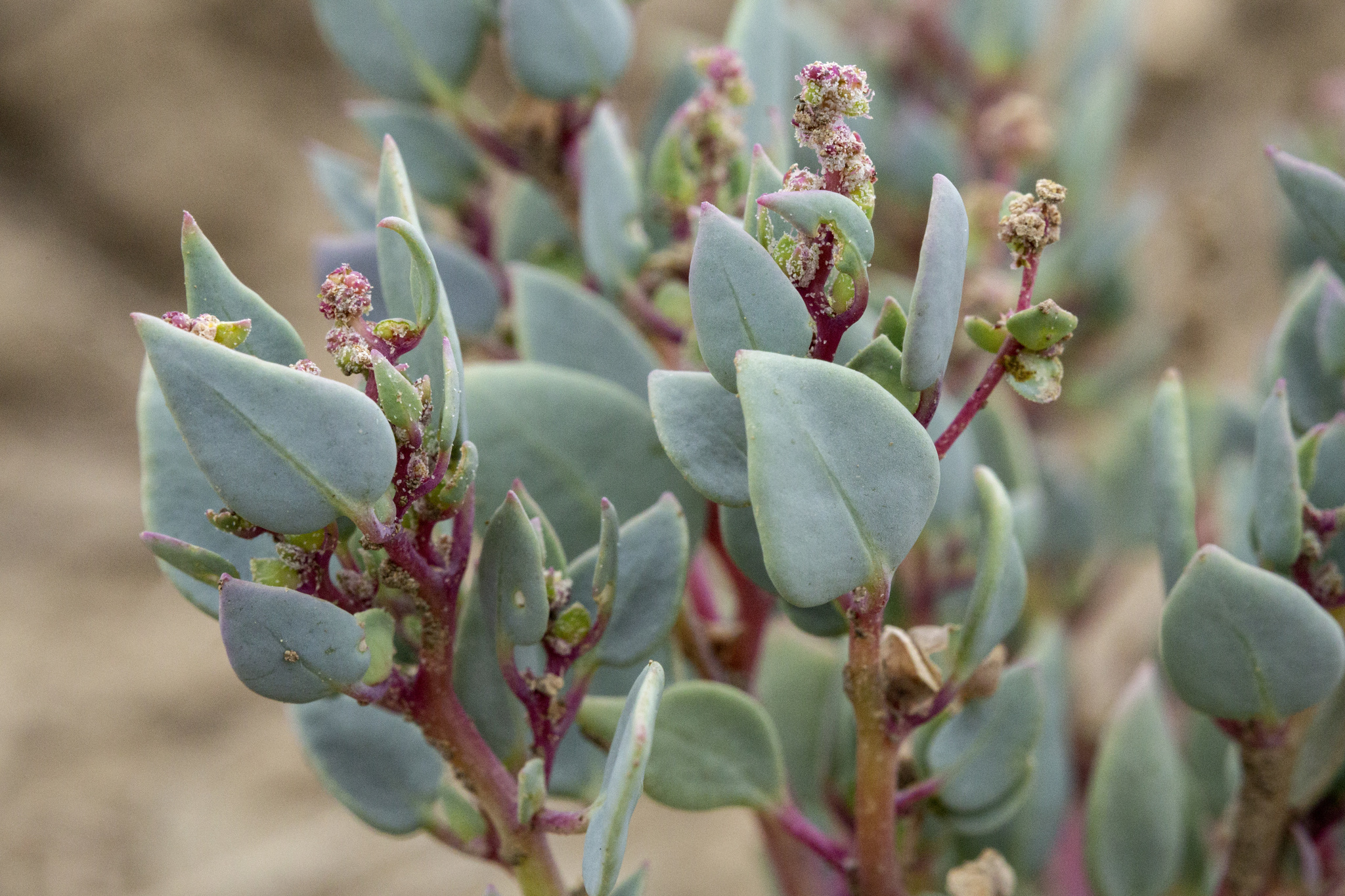
Blütenstand

Proatriplex pleiantha (Syn. Atriplex pleiantha) ist die einzige Art der monotypischen Pflanzengattung Proatriplex, aus der Unterfamilie Chenopodioideae in der Familie der Fuchsschwanzgewächse (Amaranthaceae). Die Art, die zeitweise zur Gattung Atriplex gestellt wurde, kommt im westlichen Nordamerika vor und wird „Four-corners orach“ genannt.

## Beschreibung

### Erscheinungsbild und Blätter
Proatriplex pleiantha ist eine einjährige krautige Pflanze, die Wuchshöhen und -breiten von 5 bis 17 Zentimeter erreicht. Die Pflanzen sind kahl, manchmal auch schwach mehlig. Die aufrechten Sprossachsen sind von der Basis an verzweigt mit weiß-gelblichen oder rötlichen, aufsteigenden Seitenzweigen.
Die wechselständigen, manchmal fast gegenständigen Laubblätter besitzen einen Blattstiel. Ihre hellgrünen, fleischigen Blattspreiten sind bei einer Länge und Breite von 5 bis 28 Millimeter eiförmig bis fast kreisförmig. Der Blattrand ist ganzrandig. Die Blattanatomie entspricht dem „normalen“ (nicht-Kranz)-Typ der C3-Pflanzen.

### Blütenstände und Blüten
Proatriplex pleiantha ist einhäusig (monözisch) getrenntgeschlechtig. Die Blütenstände enthalten entweder gemischte männliche und weibliche Blüten, oder bestehen aus endständigen, unterbrochenen Scheinähren mit Knäueln von männlichen Blüten
sowie weiblichen Blüten in den Blattachseln.
Die männlichen Blüten (ohne Vorblätter) besitzen eine Blütenhülle aus fünf in der unteren Hälfte miteinander verbundenen Tepalen von 1 bis 1,5 Millimeter Länge mit kapuzenartiger Spitze. Vor den Tepalen stehen fünf Staubblätter, die einem Diskus entspringen. Die Staubbeutel ragen aus der Blüte heraus.
Die weiblichen Blüten sitzen in Gruppen von zwei bis sechs zwischen zwei Vorblättern (Brakteolen), sie bestehen aus einer zarthäutigen Blütenhülle aus fünf schuppenförmigen, lanzettlichen bis eiförmigen Tepalen von 1 bis 1,5 Millimeter Länge, und einem Fruchtknoten mit zwei fadenförmigen, etwas herausragenden Narben.
Proatriplex pleiantha blüht in ihrem natürlichen Verbreitungsgebiet von Mai bis Juni.

### Früchte und Samen
Zur Fruchtzeit wachsen die umhüllenden Vorblätter auf 3 bis 7 Millimeter Länge und Breite heran. Sie sind in der unteren Hälfte etwas miteinander verbunden. Ihre Form ist dreieckig-eiförmig bis rundlich, an der Basis sitzend oder ganz kurz gestielt und ganzrandig. Ihre Oberfläche ist kahl und weist keine Anhängsel auf. Die Frucht, die von den Vorblättern umschlossen wird, ist etwa so lang wie die Tepalen und fällt zur Fruchtreife ab. Sie ist fast kugelförmig bis verkehrt-eiförmig und seitlich zusammengedrückt, ihre häutige Fruchtwand haftet am Samen.
Der vertikal stehende Samen hat eine schwarze, glatte und glänzende, harte Samenschale. Der ringförmige Embryo umgibt das reichlich vorhandene mehlige Endosperm.

### Chromosomensätze
Als Chromosomenzahlen werden n = 9 (haploid) und 2n = 18 (diploid) angegeben.

## Vorkommen
Proatriplex pleiantha ist endemisch im Navajo-Becken von Arizona, Colorado, New Mexico und Utah, wo sie in Höhenlagen von 1400 bis 1500 Metern wächst. Die Art ist sehr verbreitet in wüstenhaften Lebensräumen (badlands). Sie bildet häufig reine Bestände auf versalzten Lehmböden von Senken oder kommt zusammen mit anderen Halophyten in salzigen Halbwüsten-Strauchgesellschaften vor.

## Systematik
Proatriplex pleiantha gehört zur Tribus Atripliceae der Unterfamilie Chenopodioideae in der Familie Amaranthaceae.
Die Erstbeschreibung erfolgte 1950 als Atriplex pleiantha durch William Alfred Weber (in: Madroño 10(6): S. 188–189), der für diese Art eine eigene Untergattung, Atriplex sugbenus Proatriplex aufstellte. 1990 hoben Howard Coombs Stutz und Ge Lin Chu Proatriplex in den Rang einer Gattung (in: American Journal of Botany 77(3), S. 364). 2003 wurde sie in der Flora of North America wieder zu Atriplex gestellt und nur als eigene Sektion angesehen. Bei phylogenetischen Untersuchungen (Zacharias & Baldwin 2010) erwies sich Protatriplex jedoch als eigenständig, und scheint näher mit anderen endemischen Gattungen der Atripliceae verwandt zu sein als mit Atriplex.
Synonyme von Proatriplex pleiantha (W.A. Weber) Stutz & G.L. Chu sind Atriplex pleiantha W.A. Weber,
Atriplex subg. Proatriplex W.A. Weber und Atriplex sect. Pleianthae S.L. Welsh.
Weil Proatriplex pleiantha im Vierländereck der Four Corners vorkommt, wird sie in Nordamerika "Four-corners orach" genannt.